# Kleine Molen (Overpelt)
De Kleine Molen of Kleinmolen is een watermolen op de Dommel in de Belgische gemeente Pelt. Hij deed dienst als korenmolen en als volmolen. De molen bevindt zich aan de Klein Molenstraat in het gehucht Hoksent.

## Geschiedenis
Deze molen is, volgens de overlevering, gebouwd door een knecht van de Wedelse Molen, maar op kleinere schaal, waar dan de naam van deze molen van afkomstig zou zijn. Hij werd voor het eerst vermeld in 1218 toen abt Christiaan van de Abdij van Sint-Truiden toestemming verleende aan de heer van Eksel om een molen op te richten. Het was een grafelijke banmolen. In 1259 werd de molen door de Graaf Arnold IV van Loon, evenals de Wedelse Molen en de Bemvoortse Molen, verkocht aan de Abdij van Floreffe.
Vóór 1527 reeds werd de molen uitgebreid met een volmolen, maar deze is omstreeks 1550 weer verdwenen, waarna de molen slechts als korenmolen in bedrijf was, hoewel hij in de volksmond nog als Volmolen werd aangeduid.
In de Franse tijd werden abdijbezittingen verbeurdverklaard en ook de molen werd verkocht. In 1844 werd hij gekocht door Jan Valentijns, die burgemeester van Overpelt en grootgrondbezitter was. Deze bezat ook de Wedelse en Bemvoortse Molen, en bovendien de Sevensmolen, wat een windmolen was. In 1949 werd de molen nog gerestaureerd en tot 1978 werd er nog graan gemalen. De vzw Levende Molens voerde in 1990 nog herstelwerkzaamheden uit. Het rad en het grootste deel van de inrichting zijn echter verdwenen.
Tegenwoordig is het gebouw in gebruik als galerie onder de naam: Daelhoxent.

## Nabijgelegen watermolens
Stroomafwaarts vindt men op de Dommel de Wedelse Molen en stroomopwaarts vond men de Peerder Watermolen